# Vezeljaar
Een vezeljaar is een eenheid die wordt gebruikt bij het vaststellen van de cumulatieve blootstelling aan vezels zoals asbest.
Een vezeljaar is te berekenen door:
- blootstellingsconcentratie (in vezels per kubieke centimeter) × blootstellingsduur (in arbeidsjaar).

Eén vezeljaar is dus 1 vezel per ml × 1 arbeidsjaar. Eén arbeidsjaar bestaat hierin uit 240 werkdagen van 8 uur. Naarmate het aantal vezeljaren toeneemt, neemt ook de kans op bijvoorbeeld asbestziekten toe. Op deze manier kan er worden uitgerekend hoelang een arbeider in een asbestachtige omgeving mag zijn voordat de kans te groot is dat hij schade zal oplopen. Voor het blootstellingsniveau van asbest, waaronder er geen verhoogd risico op kanker of mesothelioom zou voorkomen, is er geen veilige grens. Eén ingeademde vezel kán al gezondheidsschade veroorzaken, zij het dat dit een te verwaarlozen kans is.